# Papa Ministre
Papa Ministre, de son vrai nom  Aboubacar Sako,  est un chanteur ivoirien dans le style coupé-décalé. Il est l'un des membres fondateurs de la Jet Set créée par Douk Saga.

## Biographie
Au début du mouvement coupé-décalé créé par la Jet Set à Paris, il réside à Abidjan et promeut le concept-danse du « décalé chinois », dérivé du coupé-décalé.
Après cette œuvre discographique, il s'installe à Paris et rejoint tous les autres membres de la Jet Set, à l'exception de l'homme d'affaires Jean-Jacques Kouamé installé en Côte d'Ivoire. À son arrivée à Paris, Papa Ministre livre des prestations dans les discothèques parisiennes et dans des concerts coupé-décalé. Il participe ensuite au single intitulé Mastiboulance en featuring avec DJ Arafat et DJ Lewis. Il fait d'abord chemin seul, et côtoie tout le gratin ivoirien, jusqu'en mai 2007 où il se marie et se fait rare au sein du milieu et de la scène africaine. Après quoi, depuis la montée du mouvement DJ local coupé-décalé, l'artiste s'est longtemps effacé pour signer son retour en 2008 avec Avoumbadjadja.

### Engagement
Il promeut actuellement son concept tout en s'occupant de la fondation qu'il a créée, la « Fondation Papa Ministre », qui a pour but d'aider les enfants défavorisés de Côte d'Ivoire à se scolariser.

## Discographie
- Décalé chinois
- Avoumbadjadja
- Rumba Maman
- Mastiboulance
- Fouka Fouka